# Dumitru Bădulescu
Dumitru-Cicerone Bădulescu (né le 23 mars 1893 à Pitești et mort le 26 mars 1978) est un aviateur militaire roumain.
Il est le seul as roumain de la Première Guerre mondiale avec 8 victoires dont 5 homologuées,. Il participe aussi à la Deuxième guerre balkanique et la Seconde Guerre mondiale.